# Лобанов, Сергей Иванович (дипломат)
Серге́й Ива́нович Лоба́нов (род. 3 июня 1953) — российский дипломат. Чрезвычайный и полномочный посол (2018).

## Биография
Окончил МГИМО МИД СССР (1976). На дипломатической работе с 1989 года. Владеет английским и французским языками.
- В 1993—1997 годах — консул—советник Генконсульства России в Калькутте (Индия).
- В 1997—2002 годах — советник, старший советник, начальник отдела, главный советник Департамента по связям с субъектами федерации, парламентом и общественно-политическими организациями МИД России.
- В 2002—2007 годах — советник-посланник Посольства России в Гане.
- В 2007—2008 годах — начальник отдела Департамента безопасности МИД России.
- В 2008—2011 годах — заместитель директора Департамента безопасности МИД России.
- С 15 марта 2011 по 15 января 2019 года — чрезвычайный и полномочный посол Российской Федерации в Центральноафриканской Республике[1]. Верительные грамоты вручил 10 июня 2011 года.

## Дипломатический ранг
- Чрезвычайный и полномочный посланник 2 класса (15 июля 2005)[2].
- Чрезвычайный и полномочный посланник 1 класса (4 июня 2014)[3].
- Чрезвычайный и полномочный посол (28 декабря 2018)[4].

## Семья
Женат, имеет взрослую дочь.

## Награды
- Почётный работник Министерства иностранных дел Российской Федерации
- Командор Национального Ордена Центральноафриканского признания (2019 год)[5]